# Maladera loebli
Maladera loebli är en skalbaggsart som beskrevs av Baraud 1990. Maladera loebli ingår i släktet Maladera och familjen Melolonthidae. Inga underarter finns listade i Catalogue of Life.